# 聖卡洛斯阿爾薩塔特
聖卡洛斯阿爾薩塔特（西班牙語：San Carlos Alzatate），是危地馬拉的城鎮，位於該國東南部，由哈拉帕省負責管轄，面積181平方公里，海拔高度1,751米，2002年人口12,207，人口密度每平方公里67.44人。
14°30′N 90°04′W / 14.500°N 90.067°W